# Thomas Woods
Thomas E. Woods, Jr. (1 de agosto de 1972) é um historiador católico estadunidense e autor best-seller do New York Times. Visitou o Brasil em 2010 para falar no I Seminário de Economia Austríaca de Instituto Ludwig von Mises Brasil e no XXIII Fórum da Liberdade.

## Educação e afiliações
Ele obteve seu bacharelado pela Harvard University e um Ph.D. em história pela Columbia University. Atuou como docente no departamento de história da Suffolk County Community College em Nova Iorque até 2006, é um scholar e membro sênior da faculdade do Instituto Ludwig von Mises (LvMI) em Auburn, Alabama, é também membro do conselho editorial para o Journal of Libertarian Studies e Libertarian Papers. Ele também é um scholar adjunto do Abbeville Institute.
Woods é co-editor da enciclopédia em onze volumes, Exploring American History: From Colonial Times to 1877.

## Catolicismo e incorreção política
Woods é um católico e autor de The Church and the Market: A Catholic Defense of the Free Economy (A Igreja e o Mercado: Uma defesa católica da economia livre). Seu livro de 2005, How the Catholic Church Built Western Civilization, serviu de base para a série de TV, em treze episódios, The Catholic Church: Builder of Civilization, pela EWTN em 2008. A série examina a contribuição católica na lei, moralidade, ciência e cultura da civilização ocidental.
Os escritos de Woods tem aparecido em diversos periódicos, incluindo American Historical Review, o Christian Science Monitor, Investor's Business Daily, Modern Age, American Studies, Journal of Markets & Morality, New Oxford Review, The Freeman, Independent Review, Journal des Economistes et des Etudes Humaines, AD2000, Crisis, Human Rights Review, Catholic Historical Review, e o Catholic Social Science Review. Ele é um editor do The American Conservative.
Seu livro mais popular foi lançado em 2004. The Politically Incorrect Guide to American History (Regnery Publishing) apareceu na lista de bestselleres do jornal New York Times. Seu livro de 2009, Meltdown (Regnery Publishing) também figurou entre os mais vendido do New York Times.

## Críticas
Woods recebeu fortíssimas críticas ao seu trabalho "The Church and the Market: A catholic defense of the free economy"; um dos principais críticos, o advogado pró-vida e tradicionalista católico Christopher A. Ferrara, respondeu-o no livro "The Church and the Libertarian: A defense of the Catholic Church's teaching on man, economy and State", demonstrando a incompatilidade entre a Escola Austríaca de economia e os ensinamentos da Igreja Católica em matéria de fé e moral. O livro recebeu o apoio de inúmeros acadêmicos especialistas em Doutrina Social da Igreja, como John C. Médaille e Dale Ahlquist.
Outra crítica veio do economista Angus Sibley, que escreveu um livro profundamente crítico de Woods na mesma linha de Ferrara, "The "Poisoned Spring" of Economic Libertarianism: Menger, Mises, Hayek, Rothbard: a critique from Catholic social teaching of the 'Austrian school' of economics".

## "Lei de Woods"
Em Agosto de 2006, Woods cunhou a "Lei de Woods", que afirma que:
"Sempre que o setor privado introduz uma inovação que melhora a situação dos pobres, ou ofereça benefícios ou termos que ninguém mais está preparado para lhes oferecer, alguém — sempre em nome de estar ajudando aos pobres — irá requerer a restrição ou até mesmo a abolição de tal inovação."

## Obra

### Como autor
- The Great Facade: Vatican II and the Regime of Novelty in the Catholic Church (co-autoria com Christopher Ferrara; 2002) ISBN 1-890740-10-1
- The Church Confronts Modernity: Catholic Intellectuals and the Progressive Era (2004) ISBN 0-231-13186-0
- The Politically Incorrect Guide to American History (2004) ISBN 0-89526-047-6
- The Church and the Market: A Catholic Defense of the Free Economy (2005) ISBN 0-7391-1036-5
- How the Catholic Church Built Western Civilization (2005) ISBN 0-89526-038-7
- 33 Questions About American History You're Not Supposed to Ask (2007) ISBN 0307346684
- Sacred Then and Sacred Now: The Return of the Old Latin Mass (2007)[9] ISBN 9780979354021
- W obronie zdrowego rozsadku (2007)[10]
- Who Killed the Constitution?: The Fate of American Liberty from World War I to George W. Bush (co-autoria com Kevin Gutzman; 2008) ISBN 978-0307405753)
- Beyond Distributism (2008) [11]
- Meltdown: A Free-Market Look at Why the Stock Market Collapsed, the Economy Tanked, and Government Bailouts Will Make Things Worse (Fevereiro de 2009) (ISBN 1-5969-8587-9) & (ISBN 978-1-5969-8587-2)
- Nullification: How to Resist Federal Tyranny in the 21st Century  (2010) ISBN 1596981490
- Rollback: The Battleplan Against Big Government  (2011) ISBN 1596981415

### Como editor
- Choate, Rufus (2002). The Political Writings of Rufus Choate. [S.l.]: Gateway Editions. ISBN 0-89526-154-5
- Brownson, Orestes (2003) [1875]. The American Republic. [S.l.]: Gateway Editions. ISBN 0-89526-072-7
- Rothbard, Murray (2007). The Betrayal of the American Right. [S.l.]: Ludwig von Mises Institute. ISBN 978-1-933550-13-8
- We Who Dared to Say No to War: American Antiwar Writing from 1812 to Now. [S.l.]: Basic Books. 2007. ISBN 1568583850 (Co-edited with Murray Polner.)
- Back on the Road to Serfdom: The Resurgence of Statism. [S.l.]: ISI. 2010. ISBN 978-1935191902